# مزرعه کتیرایی (قزوین)
مزرعه کتیرایی، روستایی از توابع بخش مرکزی شهرستان قزوین در استان قزوین و در ایران است.

## جمعیت
این روستا در دهستان اقبال غربی قرار دارد و براساس سرشماری مرکز آمار ایران در سال ۱۳۸۵، وجود روستا اشاره شده است ولی جمعیت آن گزارش نشده است.